# Roger Touhy
Roger Touhy (18 septembre 1898 - 16 décembre 1959) était un parrain de la mafia irlandaise et un bootlegger de l'époque de la prohibition à Chicago. Il est surtout connu pour avoir été impliqué dans le faux enlèvement du gangster John "Jake the Barber" Factor, frère du fabricant de cosmétiques Max Factor, Sr.. Malgré de nombreux appels et bien qu'une cour de justice eût ordonné sa libération, Touhy passa 26 ans en prison. Relâché en novembre 1959, il fut assassiné moins d'un mois plus tard par l'Outfit de Chicago.

## Jeunesse
Roger Touhy nait en septembre 1898 à Chicago de parents immigrants irlandais. Son père, James A. Touhy, est agent de police dans le secteur de Near West Side à Chicago. Lui et sa femme Mary sont les parents de six garçons et deux filles. Alors que Roger est encore petit, sa mère meurt dans un incendie domestique.
Roger Touhy fait 1,67 m, a des cheveux frisés et un nez aquilin. Son père a des difficultés à élever ses fils seul, et cinq d'entre eux tombent dans le crime. James Touhy, Jr. est abattu par balles par un policier durant une tentative de vol en 1917. John Touhy est tué dix ans plus tard par des bandits appartenant au Chicago Outfit d'Al Capone. Joseph Touhy est lui aussi abattu par les gâchettes de Capone en 1929. Tommy « The Terrible » Touhy devient une figure majeure du crime organisé à Chicago et est désigné ennemi public no 1 en 1934. Seul Edward Touhy parvient à se maintenir hors des ennuis en devenant tenancier de bar,.
Le plus jeune des fils de James Touhy, Roger, reste dans un premier temps du bon côté de la loi. Il poursuit des études relativement poussées pour l'époque puisqu'il quitte l'école juste avant le lycée, puis exerce plusieurs métiers dont celui de télégraphiste. Il travaille sur les champs de pétrole et est organisateur syndical. Il sert dans l'US Navy durant la Première Guerre mondiale,.
Démobilisé de la Navy à la fin de la guerre, Touhy épouse Clara Morgan à Chicago en 1923. Il devient tout d'abord chauffeur de taxi, puis vendeur de voitures. Il réussit sa carrière de vendeur et gagne suffisamment d'argent pour monter une entreprise de transport routier avec ses frères Tommy et Eddie à Des Plaines dans l'Illinois.

## Débuts criminels
Dans le contexte de la prohibition, Touhy et ses frères commencent à distribuer des bières et des boissons alcoolisées illégales dans les banlieues nord-ouest de Chicago. Touhy s'associe avec Matt Kolb, qui fournit déjà un tiers de ses bières au Chicago Outfit, et qui poursuit de très profitables activités de bookmaker et d'usurier dans le nord de Chicago. Les deux hommes établissent une brasserie-tonnellerie, et produisent une bière de bonne qualité. Ils vendent bientôt 1 000 tonneaux par semaine à 55 dollars le tonneau (soit un profit de 92 %),.
En 1926, Touhy étend ses activités aux paris illégaux et installe des machines à sous dans les bars des banlieues du nord-ouest de Chicago. Vers 1926, ses activités autour des machines à sous rapportent à elles seules 1 million de dollars par an (11,9 millions de dollars de 2007),.

## Rivalité avec Capone
En 1929, Al Capone commande des centaines de tonneaux de bière par semaine à Touhy. Envieux de son emprise sur les banlieues nord-ouest et récalcitrant à payer le prix élevé de ces tonneaux de bière de qualité supérieure, Capone veut s'approprier l'organisation de Touhy. Cette année-là, il envoie Jack "Machine Gun" McGurn et Louis "Little New York" Campagna au quartier général de Touhy à Schiller Park mais Touhy refuse de se laisser intimider,.
En 1931, Capone envoie deux autres de ses hommes, Franck Rio et Willie Heeney, pour exiger encore une fois que Touhy abandonne les rênes de ses opérations. Touhy n'ayant pas d'hommes armés parmi les membres de son gang, il réalise que Capone pourrait essayer d'utiliser la force à la suite de son refus. Il approche alors les forces de l'ordre et les gens du coin pour leur demander leur soutien. Il leur explique qu'il veut simplement vendre de la bière alors qu'une domination du gang de Capone amènerait plus de délinquance, de jeux et de prostitution. Les leaders locaux acceptent de l'aider, les commerçants refusent d'utiliser les jeux de planchettes à poinçonner de Capone ou d'acheter sa bière de moindre qualité. Lorsque Rio et Heeney rencontrent Touhy, des policiers n'étant pas en service ainsi que des fermiers locaux traînent dans le bâtiment. Cette démonstration de force décourage les hommes de main de Capone, qui lui rapportent que le gang de Touhy doit comporter des centaines d'hommes armés,,.
Capone continue à envoyer ses hommes parlementer avec Touhy, mais il commence aussi à éprouver sa force. Des fusillades sporadiques éclatent entre les hommes de Touhy et de Capone dans le comté rural de Cook durant les années suivantes. Lorsque Touhy remporte le soutien du maire de Chicago Anton Cermak, des attentats de plus en plus fréquents ont lieu dans l'enceinte même de la ville. C'est à cette période que Touhy écope du surnom de "Touhy the Terrible".
En octobre 1931, Capone ordonne le meurtre de Matt Kolb, le bootlegger,,,. Une source prétendit que Kolb avait été enlevé et que Touhy avait payé une rançon de 50 000 dollars pour sa libération, mais que Capone, réalisant que Touhy avait besoin de Kolb pour l'aider dans ses opérations, ordonna son assassinat. Après cela, une guerre ouverte éclate entre le gang de Touhy, désormais armé, et l'Outfit de Chicago.
Le 5 mai 1932, Touhy et trois de ses hommes prennent une centaine de personnes en otage au quartier général des « Teamsters » à Chicago. Plusieurs leaders de syndicat de la région avaient payé Touhy 75 000 dollars en cash pour les aider à les débarrasser de l'influence du gang de Capone. Au bout de trois heures, Touhy et ses hommes de main s'en vont, emmenant avec eux deux leaders qui prenaient part aux opérations de Capone. Ils sont relâchés, sans armes, deux jours plus tard mais, malgré cela, une nouvelle guerre de gang entre Touhy et l'associé de Capone Murray "The Camel" Humphreys éclate.
En 1933, des agents des forces de l'ordre, soudoyés par Capone, arrêtent Touhy pour l'enlèvement de William A. Hamm, l'héritier des brasseries Hamm's Brewery. En fait, l'enlèvement a été perpétré par les frères Barker, en collaboration avec le gangster Alvin Karpis. Le FBI a déjà des preuves substantielles que le gang Barker-Karpis a enlevé Hamm (qui a été retrouvé sans arme quatre jours plus tard, après le paiement d'une rançon de 100 000 dollars), et seuls des on-dit relient Touhy au crime. Néanmoins, Touhy et trois autres personnes sont accusés d'enlèvement le 12 août 1933. Ils sont déclarés non coupables le 28 novembre,,,,,,,.

## Arrestation pour l'enlèvement de Factor
Le 30 juin 1933, John "Jake the Barber" Factor, frère du magnat des cosmétiques Max Factor, Sr., est enlevé par quatre hommes au coin d'une rue de Chicago. La femme de Factor paye une rançon de 75 000 dollars, et il est libéré le 12 juillet. Factor dira au cours du procès qu'il avait été torturé durant sa détention et que ses ravisseurs s'étaient pris en photo avec lui. L'enlèvement de Factor est en fait une machination. Factor et Capone se sont arrangés pour simuler l'enlèvement et pour produire des preuves impliquant Touhy, afin de l'éliminer et de prendre le contrôle de son organisation. Le plan est risqué : Factor lui-même est un gangster avéré et qui fuit les autorités britanniques qui le recherchent pour fraude postale. De plus, Capone a déjà comploté pour que Touhy soit incriminé pour l'enlèvement de Hamm, et Touhy est sous étroite surveillance policière au moment de l'enlèvement de Factor,,,.
Alors qu'il attend d'être relâché après le procès de l'enlèvement de Hamm, Touhy est de nouveau arrêté le 4 décembre 1933, cette fois-ci pour l'enlèvement de Factor. Touhy est soumis à une séance d'identification et identifié comme l'un de ses ravisseurs par Factor.
Roger Touhy et trois de ses principaux lieutenants sont jugés pour l'enlèvement de John Factor dès le 15 janvier 1934. Plusieurs témoins oculaires s’avèrent peu fiables au cours du procès et des preuves ultérieures montreront que beaucoup de témoins à charges s'étaient parjurés dans le but de faire condamner Touhy. Au moins un des jurés refuse de poursuivre son devoir à la moitié du procès, tandis qu'un autre admet qu'il s'est parjuré durant le voir-dire. Le procès est annulé le 2 février,,,,,.
Un second procès débute le 13 février 1934. Une fois de plus, les témoins à charge se parjurent massivement. Malgré le témoignage peu fiable de Factor, le jury déclare Touhy et ses trois associés coupables le 22 février. Touhy est condamné à 99 ans de prison. Il est incarcéré au centre correctionnel de Stateville,,,,,.

### Appels
Touhy fait immédiatement appel. Durant les huit années suivantes, il dépense quasiment toute sa fortune de bootlegger en frais juridiques,.
Le 9 octobre 1942, Touhy et six autres prisonniers s'évadent de la prison de Stateville. Au bout d'un mois, Touhy et d'autres évadés sont découverts vivant dans une pension de famille de Chicago. Touhy et trois autres se rendent sans violence. Les deux évadés restants tentent de lutter pour s'échapper et sont tués. Touhy réintègre Stateville le 31 décembre 1942, et est condamné à une peine additionnelle de 199 années de prisons pour l'évasion ,,.
En 1944, la 20th Century Fox réalise un film semi-biographique sur la vie de Touhy, intitulé Roger Touhy, Gangster, qui laisse une grande part à la fiction. Touhy poursuit avec succès le studio pour diffamation (au bout de six ans, il obtient une sentence de 15 000 dollars), mais la Fox réussit à distribuer le film outre-mer sans qu'il y ait de répercussions légales,,,.
Le 9 août 1954, une cour de justice de district ordonne la libération de Touhy. La cour met au jour le fait que l'enlèvement de Factor était une mystification appuyée par des témoignages entachés de parjure. De plus, la cour révèle que le principal enquêteur de la police d’État (un capitaine de police de Chicago en service actif) ainsi que le procureur d’État connaissaient tous les deux les preuves de parjure mais les avaient cachées à la défense. Touhy est libéré, cependant, moins de 50 heures plus tard, il est de retour en prison. En effet, une cour d'appel fédérale a jugé que la cour fédérale de district avait outrepassé sa juridiction en jugeant ce cas puisque Touhy n'avait pas encore épuisé tous les recours possibles aux autres cours d'appel d’État. La cour suprême des États-Unis confirme le jugement de la cour d'appel en février 1955,,,.
Le 31 juillet 1957, le gouverneur républicain William Stratton commue la peine de 99 ans de prison de Touhy en une peine de 72 ans, et réduit la sentence de 199 ans de prison pour évasion à trois ans. Touhy obtient ensuite sa libération conditionnelle pour l'enlèvement. Les termes de la libération conditionnelle spécifient qu'il doit purger encore six mois pour l'enlèvement ainsi que la peine totale de trois ans pour évasion. Sous ces conditions, qu'il accepte, Touhy sera éligible à une libération en avril 1961. Touhy obtient cette libération conditionnelle le jour ou Stratton libère également sur parole Nathan Leopold, condamné pour un meurtre d'enfant,,,. 
L'autobiographie de Touhy, The Stolen Years (Les années volées), est publiée en automne 1959,. John Factor poursuit alors Touhy pour diffamation pour les déclarations publiées dans ce livre.

### Libération
Le 13 novembre 1959, Touhy obtient sa libération conditionnelle pour la peine de trois ans pour évasion. Il quitte Stateville le 24 novembre 1959, soit 25 ans et neuf mois après son incarcération,,,. Ironiquement, deux jours plus tard, un juge fédéral refuse de casser sa condamnation de 1933 malgré les preuves probantes d'irrégularités dans les poursuites ainsi que de parjure.

## Décès
Le 16 décembre 1959, 22 jours après sa libération de prison, Roger Touhy et son garde du corps Walter Miller, un ancien enquêteur de la police de Chicago, se font tirer dessus par des tueurs de la pègre. Alors qu'il est environ 22h30, Touhy et son garde du corps sont sur le point de pénétrer dans la maison de la sœur de Touhy, Ethel Alesia, au 125 North Lotus Avenue. Ils montent les marchent vers la maison lorsque deux hommes sortent de l'ombre derrière eux. Touhy et Miller se retournent, et Miller leur montre son badge, affirmant qu'il est officier de police. Les deux hommes sortent alors des fusils de sous leurs pardessus, et tirent cinq fois. Touhy est touché deux fois, une fois dans chaque jambe au-dessus du genou. Miller est touché trois fois, mais parvient à dégainer son révolver et à tirer trois fois vers les tireurs en fuite. Tandis qu'il est emmené à l'hôpital en urgence, Touhy dit à un reporter : « I've been expecting it. The bastards never forget! » (« Je m'y attendais. Ces bâtards n'oublient jamais ! »). Miller est emmené au Loretto Hospital, où il finira par récupérer de ses blessures. Touhy est emmené au St. Anne's Hospital, où il vit une heure de plus avant de mourir du choc et de l’hémorragie,,,.
Les assassins de Roger Touhy n'ont jamais été identifiés. Un historien a suggéré que Murray "The Camel" Humphreys était derrière l'assassinat, n'ayant jamais pardonné à Touhy de l'avoir humilié en 1931, ou à cause des commentaires à son propos dans la récente autobiographie de Touhy.
D'autres pensent que les tueurs étaient Sam "Momo" Giancana et Marshall Caifano ou Samuel "Teets" Bataglia, tous anciens membres du 42 gang qui avait combattu Touhy sur les routes de campagne au nord-ouest du comté de Cook en 1931-1933[réf. nécessaire].